# Prästviken, Botkyrka kommun

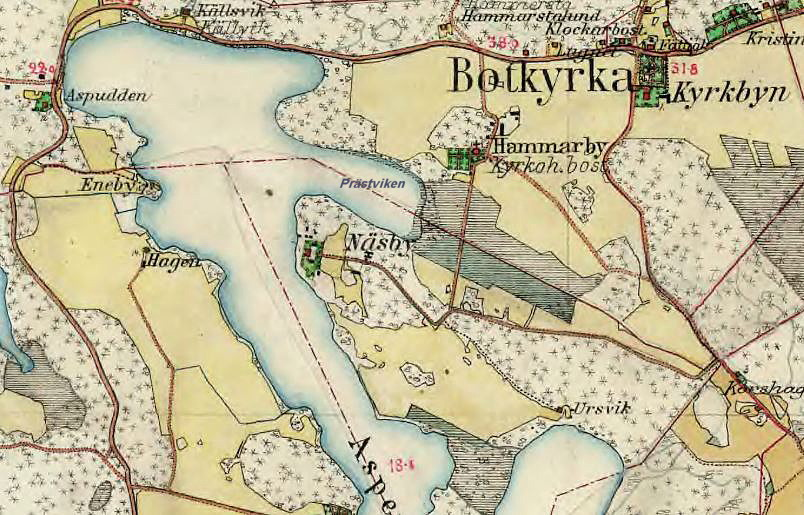
Norra Aspen och Prästviken, 1900.

Prästviken (kallas även Prästgårdsviken) är en vik i nordöstra delen av sjön Aspen i Botkyrka kommun. Viken har sitt namn efter den gamla prästgården Hammarby. 

## Beskrivning

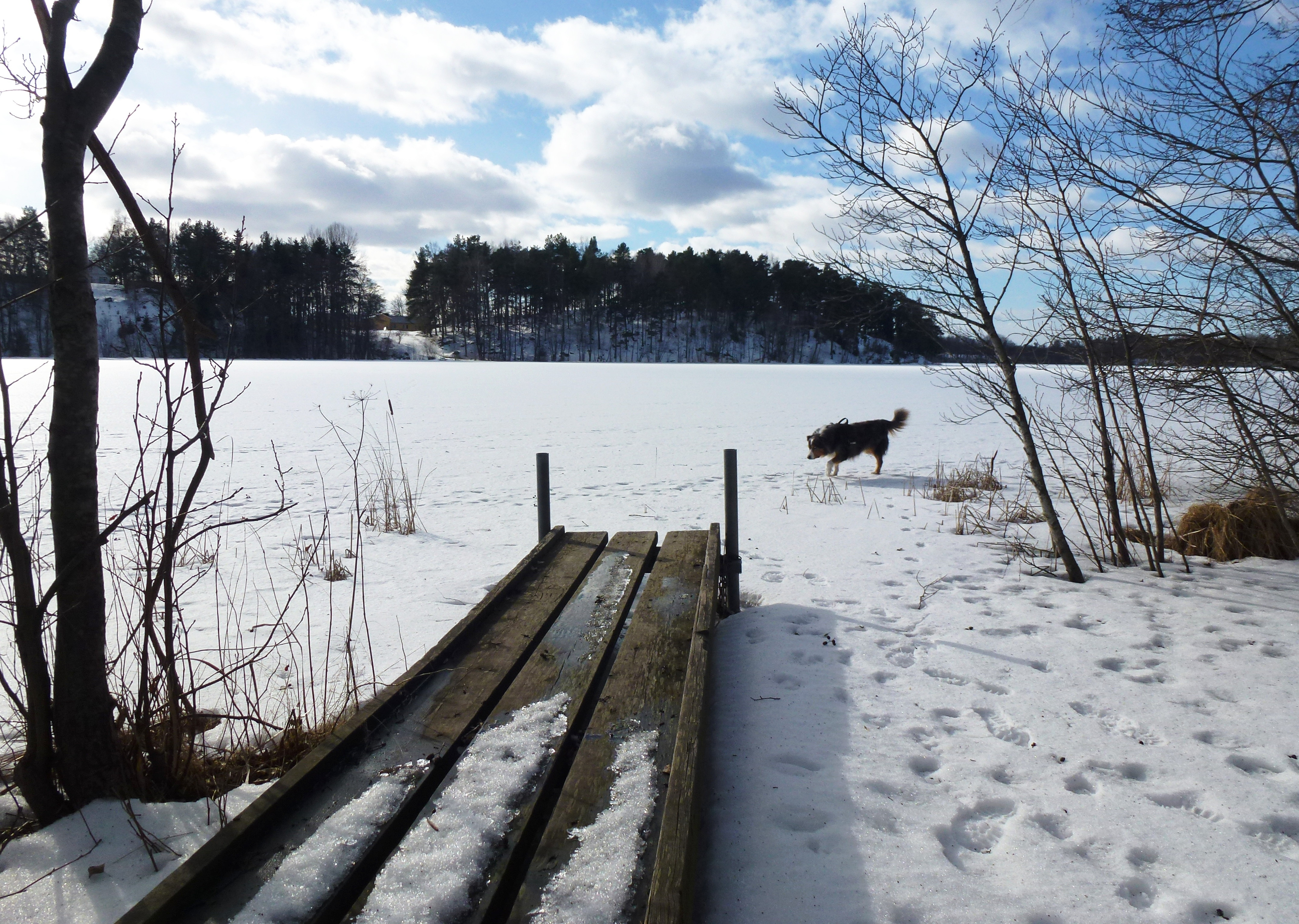
Prästviken, vy mot söder, mars 2013.

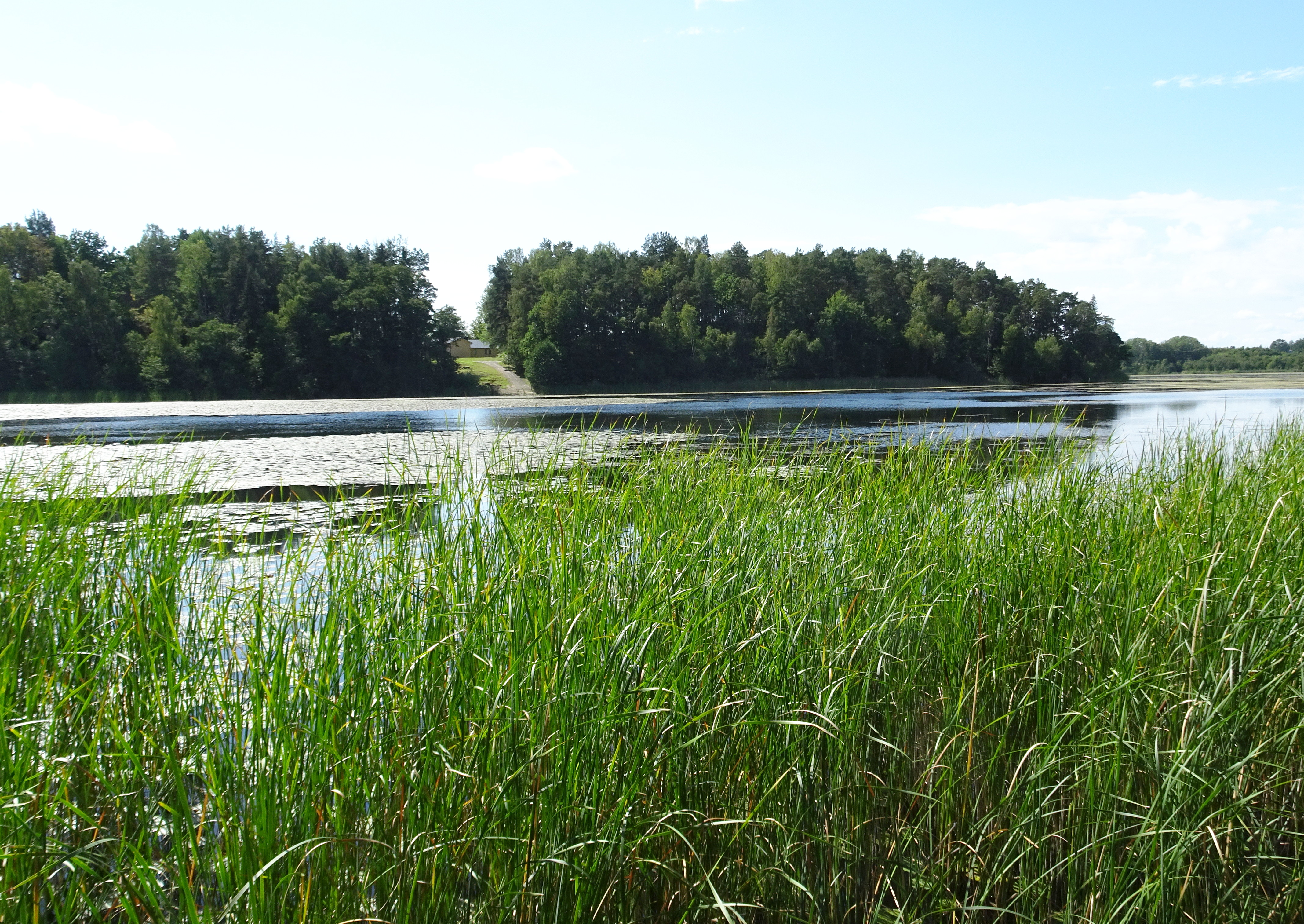
Prästviken, vy mot söder, augusti 2020.

Prästvikens norra del hörde till Hammarby prästgård och den södra delen till Näsby gård. Gränsen gick mitt i viken. Näsbys huvudbyggnad låg fram till 1970-talet på udden söder om Prästviken. Här anlades 1965 fångvårdsanstalten Asptuna. 
Den gamla prästgården Hammarby finns kvar i inre delen av viken. Stället var prästbostad under Botkyrka kyrka. Enligt sägen var det på denna plats som den helige Sankt Botvid växte upp. Fastigheten ägdes fram till 1997 av Svenska kyrkan men är sedan dess i privat hand. Den omgivande marken ägs dock fortfarande av Svenska kyrkan genom kyrkans Prästlönetillgångar.
Prästviken är ganska grund och den inre delen håller på att växa igen. Ursprungligen sträckte sig viken längre in mot sydost. Marken norr och öster om Prästviken utgörs av ett mycket gammalt kultur- och odlingslandskap och var en del av Botkyrkas sockencentrum. Idag ingår det i riksintresset för kulturmiljövården Bornsjön.

## Nytt bostadsområde "Prästviken"
Mellan Sankt Botvids väg (tidigare gamla Riksetten och dessförinnan Göta landsväg) och Hammarbygården planeras för närvarande (2020) ett bostadsområde som kallas "Prästviken". Här skall byggas 520 bostäder, därav 440 i flerbostadshus och 80 i småhus respektive radhus. Byggherren är Prästlönetillgångar  som äger marken. Mot bygget framfördes kritik, bland annat av Länsstyrelsen som ”varnar för påtagliga skador på kulturmiljön vid Botkyrka kyrka”.

### Byggplanerna stoppas av domstol
Detaljplanen blev antagen av kommunen i maj 2022. Detta blev upphävt av Mark- och miljödomstolen i januari 2023. Kommunen överklagade detta till Mark- och miljööverdomstolen . I januari 2025 meddelade domstolen att de underkänner detaljplanen eftersom det inte är tillåtet att exploatera brukningsvärd jordbruksmark när det finns andra möjliga lokaliseringar.